# Utricularia oliveriana
Utricularia oliveriana — вид рослин із родини пухирникових (Lentibulariaceae).

## Біоморфологічна характеристика
Це водна трав'яна рослина, реофіт.

## Середовище проживання
Цей вид був зафіксований з Болівії, Бразилії, Колумбії та Венесуели.
Його було знайдено в низинах Серрадос, тропічних лісах і саванах, прикріплених до скель у мілководній швидкоплинній воді. Здається, він цвіте цілий рік, імовірно, коли рівень води відповідний.

## Використання
Вид культивується невеликою кількістю ентузіастів роду. Торгівля незначна.